# بلدة ويست برانش (مقاطعة ديكنسون)
ويست برانش، مقاطعة ديكنسون (بالإنجليزية: West Branch Township, Dickinson County, Michigan)‏ هي بلدة تقع بولاية ميشيغان في الولايات المتحدة. تبلغ مساحتها 289.7 (كم²)، وترتفع عن سطح البحر 353 م، بلغ عدد سكانها 67 نسمة في عام تعداد الولايات المتحدة 2000 حسب إحصاء مكتب تعداد الولايات المتحدة وتصل الكثافة السكانية فيها 0.2 نسمة/كم2.

## وصلات خارجية
- The US50 - Cities and Towns in Michigan State
- Michigan Cities and Towns, Facts, Map, Flag, Colleges, Government, and More